# Magyarország a 2003-as fedett pályás atlétikai világbajnokságon
Magyarország a Birminghamben megrendezett 2003-as fedett pályás atlétikai világbajnokság egyik részt vevő nemzete volt. Az ország a versenyen hét sportolóval képviseltette magát.

## Eredmények

### Férfi
| Versenyző   | Versenyszám | Előfutam | Előfutam | Előfutam | Elődöntő | Elődöntő | Elődöntő | Döntő | Döntő    |
| Versenyző   | Versenyszám | Idő      | Hely.    | Össz.    | Idő      | Hely.    | Össz.    | Idő   | Helyezés |
| ----------- | ----------- | -------- | -------- | -------- | -------- | -------- | -------- | ----- | -------- |
| Dobos Gábor | 60 m        | 6,61     | 1.       | 5.       | 6,58     | 2.       | 4.       | 6,64  | 5.       |

### Női
| Versenyző   | Versenyszám | Előfutam | Előfutam | Előfutam | Elődöntő | Elődöntő | Elődöntő | Döntő   | Döntő    |
| Versenyző   | Versenyszám | Idő      | Hely.    | Össz.    | Idő      | Hely.    | Össz.    | Idő     | Helyezés |
| ----------- | ----------- | -------- | -------- | -------- | -------- | -------- | -------- | ------- | -------- |
| Varga Judit | 1500 m      | 4:12,48  | 4.       | 13.      |          |          |          | kiesett | kiesett  |
| Tóth Lívia  | 3000 m      | 9:10,95  | 8.       | 15.      |          |          |          | kiesett | kiesett  |
| Vári Edit   | 60 m gát    | 8,24     | 5.       | 17.      | kiesett  | kiesett  | kiesett  | kiesett | kiesett  |

| Versenyző        | Versenyszám | Selejtező | Selejtező | Döntő    | Döntő    |
| Versenyző        | Versenyszám | Eredmény  | Helyezés  | Eredmény | Helyezés |
| ---------------- | ----------- | --------- | --------- | -------- | -------- |
| Győrffy Dóra     | Magasugrás  | 1,90 m    | 13.       | kiesett  | kiesett  |
| Molnár Krisztina | Rúdugrás    | 4,25 m    | 11.       | kiesett  | kiesett  |
| Vaszi Tünde      | Távolugrás  |           |           | 6,39 m   | 8.       |